# 齐灵多夫
齐灵多夫是奥地利下奥地利州维也纳新城城郊县的一个市镇。总面积15.34平方公里，总人口1884人，人口密度122.8人/平方公里（2005年）。